# Petit-Matane
Petit-Matane est un village faisant partie du territoire de la ville de Matane située dans la région administrative du Bas-Saint-Laurent au Québec. Jusqu'au 26 septembre 2001, Petit-Matane était une municipalité à part entière avant d'être fusionnée à la ville de Matane en même temps que d'autres municipalités avoisinantes lors du processus de réorganisation municipale québécois de 2001.

## Toponymie
Le toponyme de Petit-Matane était en opposition à Grand-Matane (aujourd'hui Matane). Dès 1739, on rencontre le nom de Petit Matanne et, en 1877, le bureau de poste ouvre ses portes en prenant officiellement le nom de Petite-Matane. Le toponyme est redevenu masculin lors de l'adoption officielle de Petit-Matane en 1982. Les gentilés ont pris le nom de Petit-Matanais officiellement en 1986.